# باولو (لاعب كرة قدم مواليد 1993)
باولو هو لاعب كرة قدم برازيلي في مركز الوسط، ولد في 7 يناير 1993 في بيلو هوريزونتي في البرازيل. لعب مع أتلتيكو مينيرو.

## وصلات خارجية
- باولو (لاعب كرة قدم مواليد 1993) على موقع قاعدة بيانات كرة القدم.إي يو (الإنجليزية)
- باولو (لاعب كرة قدم مواليد 1993) على موقع Soccerway.com (الإنجليزية)
- باولو (لاعب كرة قدم مواليد 1993) على موقع AS.com (الإسبانية)